# Hennessy’s

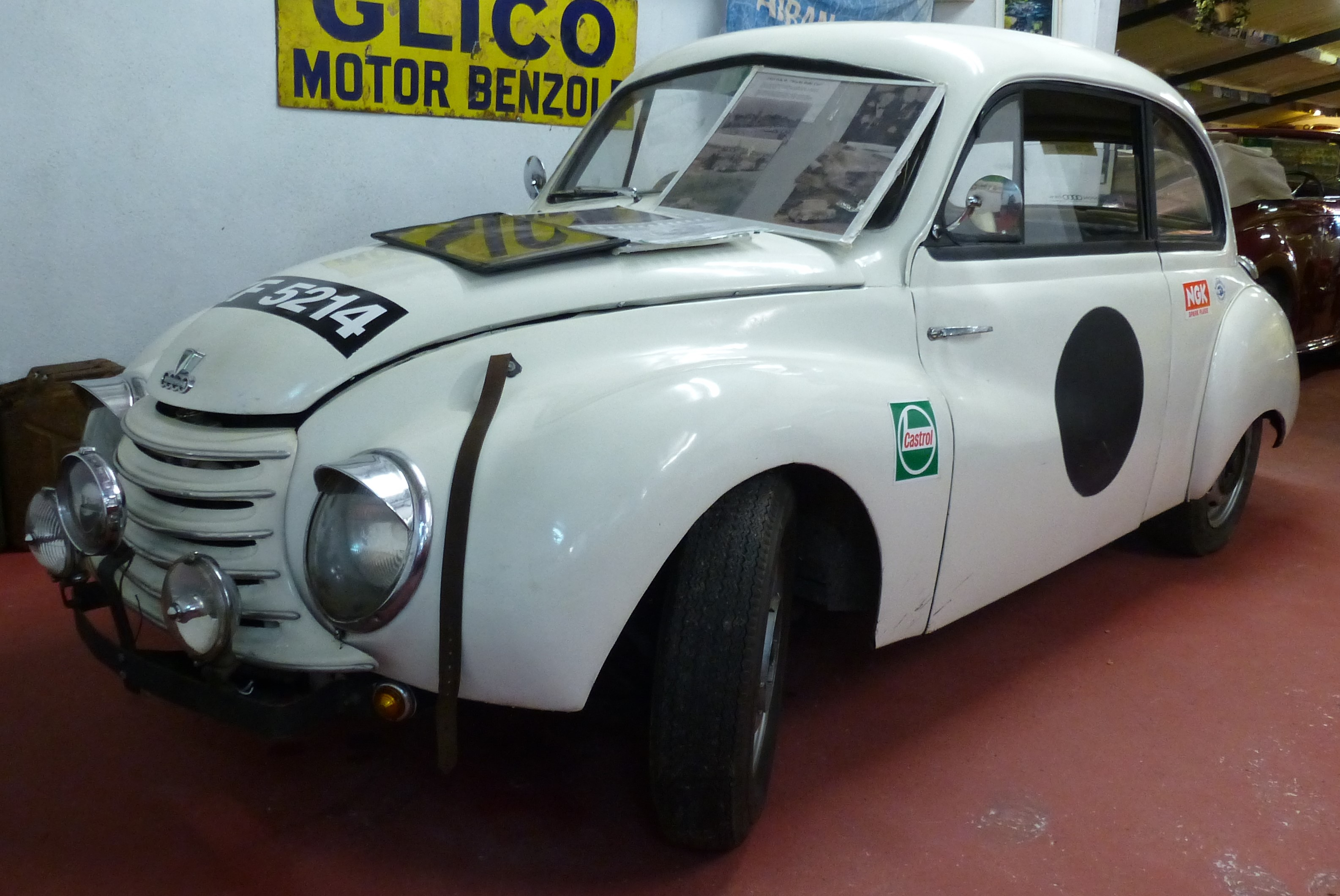
DKW F 91 aus irischer Produktion

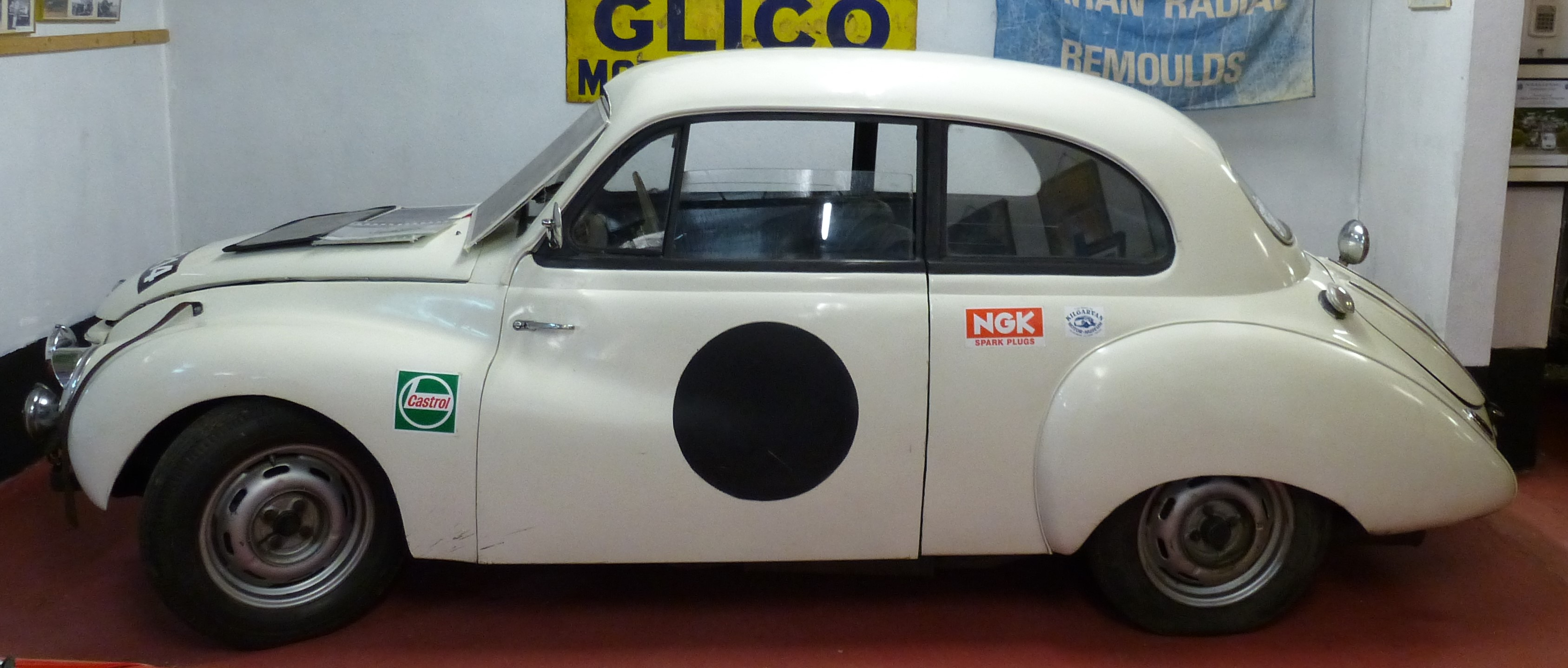
Seitenansicht

Hennessy’s war ein Montagewerk für Kraftfahrzeuge und damit Teil der Automobilindustrie in Irland.

## Unternehmensgeschichte
Das Unternehmen hatte seinen Sitz in Cork im Süden Irlands. Die erste bekannte Erwähnung war 1935. In dem Jahr begann die Montage von Automobilen. Die Teile kamen von der Studebaker Corporation. Der Zweite Weltkrieg führte ab 1939 zu einer Unterbrechung. 
1953 entstanden die letzten Studebaker. Von 1952 bis 1964 wurden DKW montiert. Danach verliert sich die Spur des Unternehmens.

## Fahrzeuge
Genannt sind Studebaker President und Dictator.
Bezogen auf DKW waren es Personenkraftwagen wie F 91 (Sonderklasse), aber auch der Schnellaster und Motorräder.
Daneben sind Traktoren der Oliver Corporation und Mähdrescher überliefert.

## Produktionszahlen
Nachstehend die Zulassungszahlen in Irland für Studebaker- und DKW-Fahrzeuge aus den Jahren, in denen Hennessy’s sie montierte.
| Jahr      | Zulassungszahlen |
| --------- | ---------------- |
| 1935      | nicht bekannt    |
| 1936      | 26               |
| 1937      | 31               |
| 1938      | 24               |
| 1939      | nicht bekannt    |
| 1946–1953 | nicht bekannt    |
| 1954      | 84               |
| 1955      | 91               |
| 1956      | 47               |
| 1957      | 11               |
| 1958      | 98               |
| 1959      | 60               |
| 1960      | 60               |
| 1961      | 56               |
| 1962      | 99               |
| 1963      | nicht bekannt    |
| 1964      | nicht bekannt    |
| 1965      | 10               |
| 1966      | 13               |
| Summe     | 710              |